# Валеријан Кујбишев
Валеријан Владимирович Кујбишев (рус. Валериа́н Влади́мирович Ку́йбышев; Омск, 6. јун 1888 — Москва, 25. јануар 1935) био је руски револуционар, официр Црвене армије и совјетски политичар.

## Биографија
Рођен је 1888. године у Омску. Завршио је Војну академију у Омску. Руској социјалдемократској радничкој партији придружио се 1904. године. Наредне године се уписао у војно-медицинску академију, али је избачен из ње због политичких уверења.

### Револуционарна каријера
Кујбишев је између 1906. и 1914. широм Руске империје изводио диверзије и акције против царистичког режима, све док напослетку није био прогнан у Нарим, Сибир. Тамо се упознао с Јаковом Свердловим и њих су двојица основали локалну бољшевичку ћелију. Маја 1912. је побегао у вратио се у Омск, где је ухапшен и затворен на годину дана. Премештен је у Тамбов где је био под полицијским надзором, али је убрзо опет побегао и 1913. и 1914. подстицао на грађанске побуне у Санкт Петербургу, Харкову и Вологди.
Године 1917. је премештен у Самару где је постао председник совјета, функција коју је вршио током Октобарске револуције и годину дана после ње. Током грађанског рата председавао је револуционарним комитетом Самаре и био политички комесар Прве и Четврте армије Црвене армије.

### Политичка каријера
Године 1920. Кујбишев је био изабран за члана Президијума Црвене синдикалне интернационале, а од 1923. до 1926. био је први економски инспектор Совјетског Савеза. Од 1926. до 1930. председавао је Врховним саветом за националну економију, управљао Госпланом 1930—1934. и од 1934. до смрти био члан Политбироа. Као Стаљинов саветник за економију, био је један од најутицајнијих чланова комунистичке партије. Тада је био одликован и Орденом црвене заставе.
Валеријан Кујбишев умро је 25. јануара 1935. од затајења срца и алкохолизма, неколико дана након што је затражио истрагу убиства Сергеја Кирова. Током чистке стрељани су му супруга и брат.
Према тадашњој традицији, био је сахрањен у Кремаљској некрополи.

## Наслеђе
Након смрти, у његову су част градови Самара (Русија), Болгар (Татарстан) и Агарцин (Јерменија) носили име Кујбишев од 1935. до 1991. године, док градови Кујбишев у Новосибирској области и Јерменији још увек носе његово име.